# History of the Big Tree
History of the Big Tree è un cortometraggio muto del 1915. Non si conosce il nome del regista del film, un documentario prodotto dalla Edison.

## Produzione
Il film fu prodotto dalla Edison Company.

## Distribuzione
Distribuito dalla General Film Company, il film - un cortometraggio di 100 metri - uscì nelle sale cinematografiche degli Stati Uniti il 15 dicembre 1915. Nelle proiezioni, veniva programmato con il sistema dello split reel, accorpato in un'unica bobina con due altri cortometraggi prodotti dalla Edison, due film di animazione, Black's Mysterious Box e Hicks in Nightmareland .